# Marijan Martulaš
Marijan Martulaš (Senj, 1. ožujka 1905. – Ljubljana, 15. rujna 1970.), hrvatski humorist i zagonetač.
Kao zagonetač objavljivao križaljke, dopunjalke i stihotvorne zagonetke u zagrebačkom tjedniku »Sfinga Rebus«, a kao humorist surađivao u »Koprivama«, nerijetko na senjskom govoru ili slovenskom jeziku, jer se od 1921. nastanio u Ljubljani (prethodno je zbog posla proputovao Ogulin, Karlovac, Bjelovar, Beograd, Vinkovce i Zagreb). Povremeno je objavljivao u senjskim mesopusnim novinama »Metla i škavacera«. Potpisivao se pseudonimima »Emem« i »Šalutram« (palindromom svoga prezimena)